# Ville-sur-Lumes
Ville-sur-Lumes település Franciaországban, Ardennes megyében. Lakosainak száma 529 fő (2022. január 1.). Ville-sur-Lumes Gernelle, Issancourt-et-Rumel, Lumes, Saint-Laurent és Vivier-au-Court községekkel határos.

## Népesség
A település népessége az elmúlt években az alábbi módon változott:
| Lakosok száma | 244  | 371  | 340  | 459  | 515  | 519  | 520  | 524  | 526  | 529  |
|               | 1968 | 1982 | 1990 | 2006 | 2013 | 2015 | 2017 | 2019 | 2020 | 2022 |